# Lee Hughes
Lee Hughes (Smethwick, 22 maggio 1976) è un ex calciatore inglese, di ruolo attaccante.

## Carriera
Ha un passato da calciatore professionista di primo livello: ha infatti militato per due stagioni nel West Bromwich Albion, disputando 23 partite di Premier League, prima di essere incarcerato nel 2004, dopo che, a seguito di un incidente d'auto, non si fermò a dare il primo soccorso all'uomo che aveva tamponato e fuggì. Fu condannato a sei anni di reclusione, ma ne scontò solamente tre; il 20 agosto 2007 fu rimesso in libertà.
Uscito di prigione è ritornato a giocare a calcio nell'Oldham Athletic, squadra militante in Football League One (terza divisione inglese). Nel 2009 si è trasferito al Notts County. L'8 settembre 2011 ha segnato un gol alla Juventus, nella cerimonia di inaugurazione dello Juventus Stadium, fissando il punteggio sull'1-1 all'87º minuto di gioco. L'8 gennaio 2013 è passato al Port Vale, squadra di Football League Two (quarta divisione inglese).

## Palmarès

### Club

#### Competizioni nazionali
- Conference League Cup: 1

Kidderminster: 1996-1997
- Football League Two: 1

Notts County: 2009-2010

### Individuale
- Capocannoniere della Conference League: 1

1996-1997 (30 reti)
- Capocannoniere della Football League Championship: 1

1998-1999 (31 reti)
- Capocannoniere della Football League Two: 1

2009-2010 (30 reti)
- Squadra dell'anno della PFA: 1

League Two 2009-2010